# Iranotherium
Iranotherium ist eine ausgestorbene Gattung der Nashörner und gehört zu den Elasmotheriini, nahen Verwandten der heute lebenden Nashörnern, die sich durch einen großen Körperbau und Zähnen mit hohen Zahnkronen auszeichnen. Sie lebte im späten Miozän und ist vor allem in Ost- und Südasien nachgewiesen. Bedeutend für Iranotherium ist ein nachgewiesener, ausgesprochen deutlicher Sexualdimorphismus. Der Name setzt sich zusammen aus der Bezeichnung des Fundgebietes der ersten bekannt gewordenen Fossilien (Iran) und dem griechischen Wort θηρίον (thērion) für „Tier“ ab.

## Merkmale
Iranotherium war ein großer Nashornvertreter, erreichte allerdings nicht die Ausmaße der gleichzeitig auftretenden oder nachfolgenden Gattungen der Elasmotherien. Die Tiere sind von einigen sehr gut erhaltenen Schädelfunden bekannt. Dieser war zwischen 71 und 78 cm lang, sehr langgestreckt und schmal. Das Hinterhauptsbein war deutlich verlängert und spitzwinklig, so dass die Tiere eine tiefe Kopfhaltung besaßen. Es wies einen ausgeprägten Wulst als Ansatzstelle der Nackenmuskulatur auf, der in der Aufsicht in der Mitte stark eingewinkelt war. Das Nasenbein war kräftig gebaut sowie lang ausgezogen und verschmälerte sich markant im vorderen Bereich. Zudem zeigte es in der Seitenansicht eine deutlich gerundete Form. Die typischen Verknöcherungen der Nasenscheidewand der späteren Elasmotherien waren bei Iranotherium noch nicht ausgebildet. Aufgeraute Strukturen auf der Nasenbeinoberfläche zeigen zum einen die Lage des Horns auf dem mittleren Bereich des Nasenbeins an, zum anderen verweisen sie auch aufgrund der kräftigen Ausprägung dieser Bildungen, dass es recht groß gewesen sein muss. Die Stirnlinie zwischen dem Nasen- und dem Hinterhauptsbein wies weiterhin eine sehr auffällige Sattelung auf. Die Augenhöhle befand sich oberhalb der Mitte des hintersten Molaren.
Der Unterkiefer war schmal, aber robust und wies eine Länge von etwa 54 cm auf. Er besaß eine kräftige Symphyse, die bis zur Mitte des dritten Prämolaren reichte. Im Gebiss fehlte wie bei allen späteren Elasmotherien die vordere Bezahnung bestehend aus den Schneide- und Eckzähnen und besaß dadurch eine reduzierte Zahnanzahl. Die Backenzähne waren weit nach vorn gerückt und umfassten jeweils drei Prämolaren und drei Molaren, so dass die Gebissformel ausgewachsener Tiere folgendermaßen lautete: {\displaystyle {\frac {0.0.3.3.}{0.0.3.3.}}}. Das Milchgebiss wies aber noch den vordersten Prämolaren auf. Die Prämolaren waren weitgehend molarisiert, der erste hatte jedoch nur eine geringe Größe. Dagegen glichen die hinteren Prämolaren in ihrer Größe eher den Molaren. Von diesen hatte der zweite Molar die jeweils größten Ausmaße im Gebiss. Die Zahnkronen der hinteren Backenzähne waren sehr hoch (hypsodont), erreichten aber noch nicht die Werte der späteren Elasmotherien. Die maximale Höhe betrug 10 cm. Sie enthielten viel Zahnzement, besaßen aber nur leicht geschwungene Zahnschmelzfalten, die die starken Verwinkelungen der Molaren der nachfolgenden Gattungen noch nicht ausgebildet hatten.
Das nur wenige Skelettelemente umfassende Fundmaterial des Rumpfes (Wirbel, Rippen) und des Bewegungsapparates (Langknochen, Hand- und Fußknochen) zeigt kaum charakteristische, zu anderen Elasmotherien-Vertretern trennende Merkmale.

## Fossilfunde
Überreste von Iranotherium stammen weitgehend aus Süd- und Ostasien. Bedeutende Funde sind aus Maragha und Kerjavol (beide Iran) bekannt. Vor allem aus Maragha sind neben einem relativ vollständigen Schädel, bei dem auch noch die hinteren Backenzähne vorhanden sind, zusätzlich einige postcraniale Skelettelemente, wie z. B. der erste Halswirbel (Atlas) überliefert. Die Funde stellen das Typusexemplar der Gattung dar. Weitere Funde kamen im Linxia-Becken in der nordchinesischen Provinz Gansu zu Tage. Diese entstammen rötlich gefärbten tonigen Ablagerungen der obermiozänen Liushu-Formation, wobei ein Schädel eines jungen männlichen und der eines ausgewachsenen weiblichen Tieres beim Dorf Houshan entdeckt wurde, während vom Dorf Shanzhuang ein Unterkiefer eines erwachsenen Bullen vorliegt. Mehrere isolierte Zahnfunde und Reste des Bewegungsapparates sowie Rippen wurden in der ebenfalls obermiozänen Loh-Formation bei Builstyn Khudag im Tal der Gobiseen (Mongolei) gefunden.

## Paläobiologie
Vor allem die vorhandenen und weitgehend vollständigen Schädelfunde ermöglichen eine Differenzierung der Geschlechtsunterschiede bei Iranotherium, was bei nur wenigen fossilen Nashornarten bisher möglich ist. So wiesen die Bullen einen allgemein robusteren Schädelbau auf und besaßen ein breiteres, vorn abgerundetes Nasenbein, während dies bei Kühen eher spitz zulief. Die Aufrauungen des Nasenbeins zeigen, dass männliche Tiere ein wesentlich größeres Horn besaßen als weibliche, welches sie wohl auch häufiger im Dominanz- und Paarungskampf einsetzten. Ein sehr markanter Unterschied sind halbkugelartige Knochenhypertrophien an den äußeren Bereichen der Jochbeine, wie sie die Schädel von Moragha und der subadulte Fund von Houshan zeigen. Diese werden als stärkere Muskelansatzstellen für die Kaumuskeln (Musculus masseter und Musculus temporalis) bei Bullen gedeutet, was die allgemein höhere Robustizität der Bullen aufzeigt.
Die iranischen Funde sind verbunden mit der sogenannten Maragha-Fauna, deren Charaktertier das dreizehige Urpferd Hipparion darstellt. Dieses ist ebenfalls die Leitform der Hipparion-Fauna aus dem Linxia-Becken. Beide Faunenkomplexe werden als Höhepunkt der Entwicklung der obermiozänen Savannengemeinschaften angesehen. Pollenanalysen aus den Rottonsedimenten der Liushu-Formation des Linxia-Beckens ergaben eine Mischung aus Offen- und Waldlandschaften warm-temperierter, teils trockener Klimate, welche sich auch in der Zusammensetzung der Fauna widerspiegeln. Aufgrund der hohen Zahnkronen der Backenzähne von Iranotherium mit hohen Zementanteil und des tiefhängenden Kopfes lebt die Nashorngattung in eher offenen Landschaften und ernährte sich von kieselsäurereichen Gräsern (grazer), die enorme Größe der Tiere lässt aber auch auf einen hohen Anteil von faserigen Pflanzenteilen schließen.

## Systematik
Iranotherium gehört zur Tribus der Elasmotheriini, die sich durch einen allgemein großen bis sehr großen Körperbau und hohe Zahnkronen auszeichnen. Sie stellen das Schwestertaxon der Rhinocerotina dar, zu denen wiederum die heute lebenden Nashornarten gehören. Dabei steht die Gattung aufgrund der Lage des Horns auf dem Nasenbein den Gattungen Parelasmotherium und Ningxiatherium näher als dem stirnhorntragenden Elasmotherium. Die fehlenden Verknöcherungen der Nasenscheidewand und die allgemein nicht so extrem hochkronigen Zähne verweisen noch auf die stammesgeschichtlich älteren Vertreter der Elasmotheriini aus dem mittleren Miozän. Für die Elasmotherien mit Nasalhorn wurde vom ungarischen Paläontologen Miklós Kretzoi (1907–2005) im Jahr 1943 die Untertribus Iranotheriina eingeführt.
Die Nashorngattung trat im Oberen Miozän vor 10 bis 7 Millionen Jahren auf (Oberes Vallesium bis Unteres Turolium). Die frühesten Funde liegen alle aus dem nördlichen China und der Mongolei vor, so dass Iranotherium möglicherweise dort seinen Ursprung hatte und erst später in sein südliches Verbreitungsgebiet einwanderte. Wahrscheinlich ging es aus Hispanotherium oder Gobitherium hervor, welche ebenfalls in Ostasien nachgewiesen sind und mit denen es zahlreiche Merkmale teilt. Die ungenaue Verwandtschaftsbestimmung verweist damit auf die komplexe Stammesgeschichte der Elasmotheriini.
Die Erstbeschreibung von Iranotherium und die Zuweisung zu den Elasmotherien erfolgte 1929 durch Torsten Ringström. Als Lectotyp gelten die Funde aus Maragha. Die einzige heute anerkannte Art ist I. morgani, die 1908 von R. Mecquenem anhand der Maragha-Fossilien aufgestellt worden war. Dabei erkannte Mecquenem zwar die nahe Verwandtschaft der neuen Art mit Elasmotherium, benannte sie aber Rhinoceros morgani. Bereits 1885 waren die Skelettreste aus Maragha von den Paläontologen Hans Pohlig und E. Keyser als Rhinoceros var. tichorhinus bestimmt worden, später, im Jahr 1888, wies E. Kittl sie Aceratherium aff. antiquitatis zu. Eine möglicherweise zweite, noch nicht genauer bestimmte Art liegt aus der Luh-Formation in der Mongolei vor. Diese weicht morphologisch von I. morgani ab und zeigt vor allem im Zahnbau noch Reminiszenzen an Hispanotherium und Gobitherium, war aber schon deutlich größer als diese. Wahrscheinlich stellt sie verbunden mit ihrem etwas höheren Alter die Basalform von Iranotherium dar.